# Kaysville
Kaysville és una població dels Estats Units a l'estat de Utah. Segons el cens del 2000 tenia 20.351 habitants.

## Demografia
Segons el cens del 2000, Kaysville tenia 20.351 habitants, 5.496 habitatges, i 4.814 famílies. La densitat de població era de 778,7 habitants per km².
Dels 5.496 habitatges en un 57,5% hi vivien nens de menys de 18 anys, en un 77,6% hi vivien parelles casades, en un 8% dones solteres, i en un 12,4% no eren unitats familiars. En l'11,1% dels habitatges hi vivien persones soles el 5,8% de les quals corresponia a persones de 65 anys o més que vivien soles. El nombre mitjà de persones vivint en cada habitatge era de 3,69 i el nombre mitjà de persones que vivien en cada família era de 4,02.
Per edats la població es repartia de la següent manera: un 40,6% tenia menys de 18 anys, un 9,7% entre 18 i 24, un 27,2% entre 25 i 44, un 15,7% de 45 a 60 i un 6,8% 65 anys o més.
L'edat mediana era de 25 anys. Per cada 100 dones de 18 o més anys hi havia 92,7 homes.
La renda mediana per habitatge era de 60.383 $ i la renda mediana per família de 64.818 $. Els homes tenien una renda mediana de 50.414 $ mentre que les dones 27.653 $. La renda per capita de la població era de 17.652 $. Entorn del 4,2% de les famílies i el 4,7% de la població estaven per davall del llindar de pobresa.

## Poblacions més properes
El següent diagrama mostra les poblacions més properes.